# فيلسك
فيلسك (بالروسية: Вельск) هي إحدى مدن روسيا في الكيان الفدرالي الروسي أوبلاست أرخانغلسك.

## المناخ
يظهر الجدول التالي التغييرات المناخية على مدار السنة لفيلسك:
| البيانات المناخية لـفيلسك         | البيانات المناخية لـفيلسك | البيانات المناخية لـفيلسك | البيانات المناخية لـفيلسك | البيانات المناخية لـفيلسك | البيانات المناخية لـفيلسك | البيانات المناخية لـفيلسك | البيانات المناخية لـفيلسك | البيانات المناخية لـفيلسك | البيانات المناخية لـفيلسك | البيانات المناخية لـفيلسك | البيانات المناخية لـفيلسك | البيانات المناخية لـفيلسك | البيانات المناخية لـفيلسك |
| الشهر                             | يناير                     | فبراير                    | مارس                      | أبريل                     | مايو                      | يونيو                     | يوليو                     | أغسطس                     | سبتمبر                    | أكتوبر                    | نوفمبر                    | ديسمبر                    | المعدل السنوي             |
| --------------------------------- | ------------------------- | ------------------------- | ------------------------- | ------------------------- | ------------------------- | ------------------------- | ------------------------- | ------------------------- | ------------------------- | ------------------------- | ------------------------- | ------------------------- | ------------------------- |
| متوسط درجة الحرارة الكبرى °م (°ف) | −11 (12)                  | −8 (18)                   | 0 (32)                    | 6 (43)                    | 13 (55)                   | 18 (64)                   | 20 (68)                   | 17 (63)                   | 11 (52)                   | 3 (37)                    | −2 (28)                   | −7 (19)                   | 5 (41)                    |
| المتوسط اليومي °م (°ف)            | −12 (10)                  | −10 (14)                  | −3 (27)                   | 2 (36)                    | 9 (48)                    | 14 (57)                   | 16 (61)                   | 13 (55)                   | 8 (46)                    | 2 (36)                    | −4 (25)                   | −9 (16)                   | 2 (36)                    |
| متوسط درجة الحرارة الصغرى °م (°ف) | −15 (5)                   | −12 (10)                  | −6 (21)                   | −2 (28)                   | 5 (41)                    | 10 (50)                   | 13 (55)                   | 10 (50)                   | 6 (43)                    | 1 (34)                    | −6 (21)                   | −11 (12)                  | −1 (31)                   |
| متوسط أيام هطول الأمطار           | 21                        | 19                        | 17                        | 15                        | 13                        | 13                        | 12                        | 14                        | 15                        | 20                        | 22                        | 24                        | 205                       |
| المصدر: Weatherbase               |                           |                           |                           |                           |                           |                           |                           |                           |                           |                           |                           |                           |                           |

## أعلام
- ديمتري أنتوني